# VII Rada Narodowa Rzeczypospolitej Polskiej
VII Rada Narodowa Rzeczypospolitej Polskiej – zwołana została 17 grudnia 1983 r. Składała się ze 122 osób: 52 delegowanych przez stronnictwa i ugrupowania polityczne, 30 wybranych w wyborach powszechnych w Wielkiej Brytanii, 4 powołanych przez Prezydenta Rzeczypospolitej spośród organizacji wyznaniowych, 26 delegowanych przez naczelne organizacje społeczne, kombatanckie, naukowe, kulturalno-oświatowe i młodzieżowe, 10 powoływanych przez Prezydenta Rzeczypospolitej z obszaru Wielkiej Brytanii. Rada została rozwiązana przez Prezydenta Rzeczypospolitej 17 grudnia 1988 r. wobec upływu jej kadencji.

## Członkowie VII Rady Narodowej Rzeczypospolitej Polskiej[4]
| Lp. | Imię i Nazwisko            | Tytuł powołania                                     |
| --- | -------------------------- | --------------------------------------------------- |
| 1   | Teresa Affeltowicz         | z wyboru                                            |
| 2   | Tadeusz Andersz            | Stronnictwo Pracy i Chrześcijańska Demokracja       |
| 3   | Miron Andryszewski         | Stronnictwo Pracy i Chrześcijańska Demokracja       |
| 4   | Jan Arciszewski            | z nominacji Prezydenta                              |
| 5   | Leszek Bełdowski           | z wyboru                                            |
| 6   | Jacek Bernasiński          | z wyboru                                            |
| 7   | Bolesław Bokszczanin       | z wyboru                                            |
| 8   | Stanisław Borczyk          | Polska Partia Socjalistyczna                        |
| 9   | Walery Choroszewski        | Niezależna Grupa Społeczna                          |
| 10  | Lidia Ciołkoszowa          | Polska Partia Socjalistyczna                        |
| 11  | Irena Czarnecka            | z wyboru                                            |
| 12  | Zygmunt Kubisz             | Niezależny Ruch Społeczny                           |
| 13  | Bolesław Dobski            | Niezależna Grupa Społeczna                          |
| 14  | Celina Domagała            | z wyboru                                            |
| 15  | Stanisław Dydziński        | Chrześcijańska Demokracja                           |
| 16  | Tadeusz Drzewiecki         | Stronnictwo Pracy i Chrześcijańska Demokracja       |
| 17  | Wanda Dziedzicowa          | Związek Polaków na Uchodźstwie                      |
| 18  | Jan Gach                   | z wyboru                                            |
| 19  | Danuta Gradosielska        | z wyboru                                            |
| 20  | Stefan Greiner             | Chrześcijańska Demokracja                           |
| 21  | vacat                      | Zjednoczenie Polskie na Emigracji                   |
| 22  | Zdzisław Grudziński        | z wyboru                                            |
| 23  | Bolesław Grzybowski        | Stowarzyszenie Polskich Kombatantów                 |
| 24  | Bolesław Indyk             | z wyboru                                            |
| 25  | Jerzy Jaskowski            | Chrześcijańska Demokracja                           |
| 26  | Kazimierz Jeremicz         | Stronnictwo Pracy i Chrześcijańska Demokracja       |
| 27  | Lech Kantecki              | Liga Niepodległości Polski                          |
| 28  | Piotr Kapusta              | Niezależna Grupa Społeczna                          |
| 29  | Wojciech Kawecki           | z wyboru                                            |
| 30  | Tadeusz Kirschke           | z nominacji Prezydenta                              |
| 31  | Leonidas Kliszewicz        | z wyboru                                            |
| 32  | Andrzej Kołodziej          | z wyboru                                            |
| 33  | Jan Krasnodębski           | z wyboru                                            |
| 34  | Jan Królicki               | Związek Inwalidów Wojskowych Polskich Sił Zbrojnych |
| 35  | Tadeusz Krzystek           | Niezależny Ruch Społeczny                           |
| 36  | Irena Krzyżanowska         | z wyboru                                            |
| 37  | Bronisław Lasota           | Stowarzyszenie Lotników Polskich                    |
| 38  | Maria Leśniak              | Zjednoczenie Polskie na Emigracji                   |
| 39  | Maksymilian Lorenz         | Niezależna Grupa Społeczna                          |
| 40  | Zdzisław Luszowicz         | z wyboru                                            |
| 41  | Ludwik Maria Łubieński     | z nominacji Prezydenta                              |
| 42  | Zygmunt Łuczak             | Chrześcijańska Demokracja                           |
| 43  | Jan Łukasiewicz            | z wyboru                                            |
| 44  | Aleksander Łappo           | Związek Ziem Wschodnich                             |
| 45  | Władysław Maciejczyk       | Rada Wojskowa                                       |
| 46  | Włodzimierz Olejnik        | Polska Partia Socjalistyczna                        |
| 47  | Halina Martinowa           | Zrzeszenie Ewangelików Polaków w Wielkiej Brytanii  |
| 48  | Jerzy Masłowski            | Pomost                                              |
| 49  | Stanisław Michałowski      | Chrześcijańska Demokracja                           |
| 50  | Maria Mirowska             | Armia Krajowa                                       |
| 51  | Franciszek Miszczak        | Armia Krajowa                                       |
| 52  | Tadeusz Musioł             | z wyboru                                            |
| 53  | Jan Niedzielski            | Stronnictwo Pracy i Chrześcijańska Demokracja       |
| 54  | Anna Nowak                 | Związek Ziem Wschodnich                             |
| 55  | Christopher Nowak          | z wyboru                                            |
| 56  | Tadeusz Ograbisz           | z wyboru                                            |
| 57  | Wojciech Olejnik           | Pomost                                              |
| 58  | Barbara Orłowska           | z wyboru                                            |
| 59  | Jerzy Ostoja-Koźniewski    | Liga Niepodległości Polski                          |
| 60  | Maria Palmer               | z wyboru                                            |
| 61  | Maria Karolowa             | Koło Kombatantów Żołnierzy Polskich Sił Zbrojnych   |
| 62  | Władysław Pelc             | Stronnictwo Pracy i Chrześcijańska Demokracja       |
| 63  | Zofia Pelc                 | Stronnictwo Pracy i Chrześcijańska Demokracja       |
| 64  | Stefan Pietraszewski       | Niezależny Ruch Społeczny                           |
| 65  | Tadeusz Podgórski          | Polska Partia Socjalistyczna                        |
| 66  | Andrzej Polniaszek         | Stowarzyszenie Polskich Kombatantów                 |
| 67  | Bohdan Podoski             | Liga Niepodległości Polski                          |
| 68  | Józef Poniatowski          | Liga Niepodległości Polski                          |
| 69  | Stanisław Przebój-Stawicki | Niezależna Grupa Społeczna                          |
| 70  | Artur Rynkiewicz           | z wyboru                                            |
| 71  | Kazimierz Sabbat           | Niezależna Grupa Społeczna                          |
| 72  | Anna Sabbat                | z wyboru                                            |
| 73  | Wiesław Samol              | Polska Partia Socjalistyczna                        |
| 74  | Mieczysław Sawicki         | Stowarzyszenie Lotników Polskich                    |
| 75  | Aleksander Snastin         | Chrześcijańska Demokracja                           |
| 76  | Zbigniew Scholtz           | Polska Partia Socjalistyczna                        |
| 77  | Mieczysław Sotowicz        | Niezależna Grupa Społeczna                          |
| 78  | Zygmunt Szadkowski         | z nominacji Prezydenta                              |
| 79  | Edward Szczepanik          | Polskie Towarzystwo Naukowe                         |
| 80  | Walter Szczepański         | Rada Wojskowa                                       |
| 81  | Fuad Szehidowicz           | Liga Niepodległości Polski                          |
| 82  | Zygmunt Szkopiak           | z wyboru                                            |
| 83  | Zdzisław Szopis            | z wyboru                                            |
| 84  | Jerzy Szulc                | Niezależna Grupa Społeczna                          |
| 85  | Adam Stankiewicz           | Chrześcijańska Demokracja                           |
| 86  | Wiesław Strzałkowski       | Niezależny Ruch Społeczny                           |
| 87  | Maciej Szczytowski         | z wyboru                                            |
| 88  | Gustaw Ślepokóra           | Koło Lwowian                                        |
| 89  | Witold Ryser-Szymański     | Polska Partia Socjalistyczna                        |
| 90  | Wacław Świeszczowski       | Liga Niepodległości Polski                          |
| 91  | Bohdan Wendorff            | Liga Niepodległości Polski                          |
| 92  | Wiesław Wojnarowski        | z wyboru                                            |
| 93  | Józef Wojtecki             | Zjednoczenie Polskie na Emigracji                   |
| 94  | Stanisław Wąsik            | Polska Partia Socjalistyczna                        |
| 95  | Jerzy Zaleski              | Liga Niepodległości Polski                          |
| 96  | Tomasz Zarowski            | Stronnictwo Pracy i Chrześcijańska Demokracja       |
| 97  | Roman Zadarnowski          | z wyboru                                            |
| 98  | Jacek Zawada               | z wyboru                                            |
| 99  | Tadeusz Zieliński          | Związek Rolników Polskich                           |
| 100 | Dominik Zajączkowski       | Związek Ziem Wschodnich                             |
| 101 | Czesław Czapliński         | z nominacji Prezydenta                              |
| 102 | Jan Kazimierski            | z nominacji Prezydenta                              |
| 103 | Marian Kochan              | Polskie Stronnictwo Ludowe                          |
| 104 | Leon Łukowski              | Polskie Stronnictwo Ludowe                          |
| 105 | Stanisław Pola             | Polskie Stronnictwo Ludowe                          |
| 106 | Helena Stefańczykowa       | Polskie Stronnictwo Ludowe                          |
| 107 | Józef Sukiennik            | Polskie Stronnictwo Ludowe                          |
| 108 | Władysław Szkoda           | Polskie Stronnictwo Ludowe                          |
| 109 | Franciszek Wilk            | Polskie Stronnictwo Ludowe                          |
| 110 | Stanisław Wiszniewski      | Polskie Stronnictwo Ludowe                          |
| 111 | Maria Kaszyńska            | Chrześcijańska Demokracja                           |
| 112 | Stanisław Biegański        | z nominacji Prezydenta                              |

## Prezydium Rady Narodowej[5]
- Zygmunt Szadkowski - Przewodniczący
- Teresa Affeltowicz - Wiceprzewodnicząca
- Bohdan Podoski - Wiceprzewodniczący
- Lidia Ciołkoszowa - Wiceprzewodnicząca
- Zygmunt Szkopiak - Wiceprzewodniczący
- Jan Niedzielski - Wiceprzewodniczący
- Leonidas Kliszewicz - Wiceprzewodniczący
- Wiesław Strzałkowski - Sekretarz
- Anna Nowakowa - Sekretarz
- Halina Martinowa - Sekretarz
- Jacek Bernasiński - Sekretarz